# Шамгун
Шамгун (д/н — 1135) — 12-й емір Волзької Болгарії у 1118—1135 роках. Відомий також як Шам-Саїн.

## Життєпис
Походив з династії Дуло, суварської гілки. Син еміра Адама. За правління батька відзначився у походах проти наддніпрянських половців. Також здійснював набіги на Муромщину, в суздальську землю.
1118 року спадкував владу. Того ж року мусив придушити селянське повстання. За цим 1119 року переніс столицю з Біляра до Великого Болгару.
1120 року до держави вдерся Юрій Володимирович, князь Володимиро-Суздальський, що мав намір помститися за тестя Аєпу, вбитого булгарами 1118 року. Втім Шамгун зумів укритися в столиці, в той час як ворог сплюндрував навколишні землі. Зрештою уклали мирну угоду. За цим емір повернув столицю до Біляру.
В його панування було втрачено пониззя Волги. Тепер булгарські купці лише перебували в місті Самсін, яке було під охороною огузів.
1135 року за підбуренням Святослава Ярославича, князя рязанського, половецька орда Єлтукове вдерлася до Волзької Болгарії. В запеклій битві Шамгун зазнав поранення, від якого незабаром помер. Влада перейшла до Хішама, онука еміра Ахада.